# Eugen von Grosschopff
Eugen Michael von Grosschopff (* 5. September 1893 auf Gut Waballen im Kreis Telschi, Gouvernement Kowno (heute im Bezirk Telšiai, Litauen); † 26. Juni 1941 in Dresden) war ein deutsch-baltischer Arzt, Psychotherapeut und Schriftsteller. Er kam in Gestapo-Haft ums Leben.

## Leben
Eugen von Grosschopff, der früh seine Mutter verloren hatte, besuchte das humanistische Stadtgymnasium in Riga und studierte von 1912 bis 1918 an der Kaiserlichen Universität Dorpat und in Berlin Medizin. Seine Promotion mit neurologischer Ausrichtung erfolgte erst 1920. Von der Neurologie und Psychiatrie wandte er sich aber ab, da diese die Kranken nur verwalteten. Er entwickelte eine eigene psychotherapeutische Methode und versuchte diese durch Vorträge und Schriften bekanntzumachen. 1926 siedelte er von Berlin nach Dresden über und eröffnete dort eine Praxis, die er bis zu seinem Tod betrieb.
Grosschopff betrachtete die Heilung psychisch Kranker, ihre Rückführung in die Gesellschaft und die gesellschaftliche Anerkennung ihrer Probleme und Leiden als seine Lebensaufgabe. Er war voller Ideen und voller Idealismus, neue Wege zu gehen und unermüdlich für Neuerungen im medizinischen und gesellschaftlichen Umgang mit Betroffenen zu kämpfen. Er stritt für die Berücksichtigung psychologischer Erkenntnisse in der Rechtsprechung und behandelte eigene Patienten auch außerhalb der Praxis, um eine medizinisch geprägte Umgebung zu vermeiden. 1930 gründete er in Dresden eine „Beratungsstelle für seelische Not“ mit einer unentgeltlichen Sprechstunde für alle Arten von seelischen Konflikten.

## Tod im Nationalsozialismus
Eugen von Grosschopff wurde mit 47 Jahren im Dresdner Polizeigefängnis erhängt aufgefunden. Die genauen Umstände seines Todes sind unbekannt, da die Akten bei den Luftangriffen auf Dresden 1945 verbrannten.
Sicher ist, dass Grosschopff mit seinen Anschauungen und Reformbemühungen mit der nationalsozialistischen Ideologie des „Herrenmenschentums“ und der „Vernichtung lebensunwerten Lebens“ in Konflikt geraten musste. In einem 1946 erschienenen Nachruf einer Dresdner Zeitung wird berichtet, er habe ehemalige Gestapohäftlinge und KZ-Insassen unterstützt und von Himmler eine Untersuchung von KZ-Gräueln gefordert.
Grosschopff hinterließ umfangreiches unveröffentlichtes Schriftmaterial. Nach dem Krieg geriet er allgemein in Vergessenheit.